# 中華民国におけるLGBTの権利
中華民国（台湾）では、同性愛は違法とはされていない。LGBTの権利においてアジアでも進んだ地区の一つで、アジアで唯一同性結婚が合法的に認められる国である（2019年から）。また、アジアで開催されたLGBTイベントとして最も大きな「台灣同志遊行（Taiwan LGBT Pride）」の開催地でもある。

## 法制度

### 同性結婚
2025年5月現在、アジアで同性結婚が合法的に認められる2か国のうちの一つである。
2003年10月末に、行政院（内閣に相当）が「人権保障基本法」の中で同性結婚を認める草案を作成したが、閣僚と立法委員が反対し、採決は行われなかった。2012年に同性愛者の権利擁護団体が同性結婚を法制化する草案を新たに提出したが、廃案となっている。
2006年、立法委員である蕭美琴が初めて立法院に同性婚法案を提出したが、法案通過は叶わなかった。
2011年に同性結婚の周知を目的に80組のレズビアンカップルが同性結婚式を行い、知人や家族など1,000人が見守った。2012年8月、台湾で初めて仏式の同性愛結婚式が行われた。
2016年12月、民主進歩党（民進党）の立法委員が同性婚合法化の為の民法改正案を提出。蔡英文総統は、フェイスブック上で、「全ての愛は平等」とコメントし、同性婚に対する支持を表明。世論調査では、同性婚の合法化を支持するという回答が71％に上り、それまでの調査よりもさらに増えた。
2017年5月24日、最高司法機関の司法院大法官会議（憲法裁判所に相当）は、同性婚を認めていない現在の民法の規定は憲法に違反しているという判断を示し、同性婚の法制化を2年以内に行うよう言い渡した。
2019年5月17日、立法院（国会）は同性婚の権利を保障する特別法「司法院釈字第748号解釈施行法」を可決、5月24日に施行され、同日に婚姻届の受理が始まった。この法改正により、台湾はアジア初の同性婚合法化がされた国となった。

### 同性間の性交渉に対する法的規制
成人間の私的で、非商業的かつ同意のある場合に限り合法。性的な同意年齢は16歳。

### 性的指向による差別の法規制
2007年に行政院は、就業時において性的指向に基づく差別を禁止する法案（性別就労均等法）を成立させた。教育現場における性的指向に基づく差別の法的規制は、2003年に性別平等教育法が成立している。2010年3月には教育部（日本の文部科学省に相当）が2011年より使用する教科書にてLGBTの人権と差別の禁止を盛り込んだことを発表した。

## 社会の反応
2006年4月に台湾の女性団体が6,439人を対象にした調査では、75%の人々が同性間のリレーションシップに対して「認める」と回答し、25%は「認められない」との回答があった。

## LGBT文化
映画・ドラマ

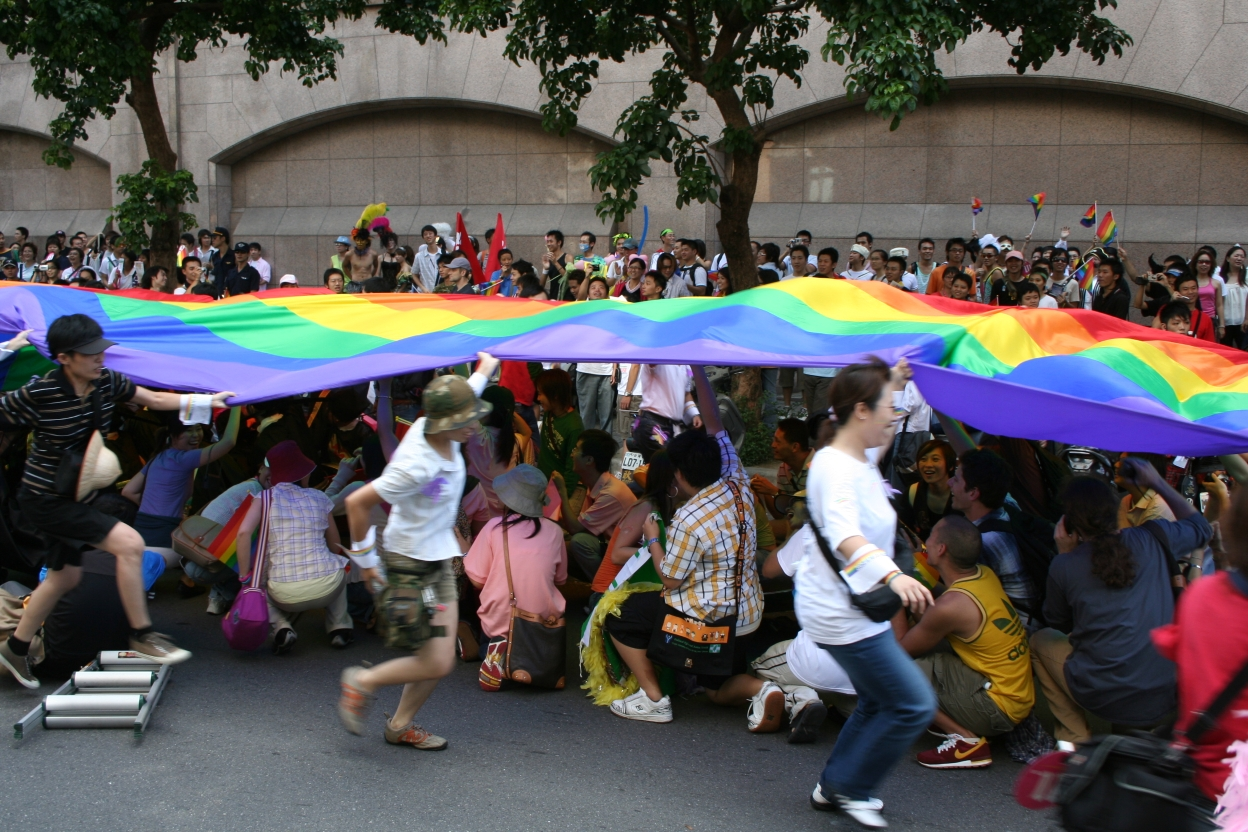
2005年の「台灣同志遊行」

1970年代に同性愛を扱った小説が発行された。作品にゲイの人物を登場させたものがある白先勇が特に著名な作家として知られ、白の代表作『孽子』（1983年）は映画（1986年）やテレビドラマ（『孽子』2003年）にもなった。この作品は2004年公開のゲイ映画『僕の恋、彼の秘密』などと共に台湾と大陸両方のゲイ・コミュニティに強い影響を与えた。
2004年から2005年にかけて、台湾人の映画監督アン・リーがアメリカのゲイ映画『ブロークバック・マウンテン』を監督し、アカデミー賞をはじめとした数多くの賞を獲得した。2007年には周美玲監督のレズビアンを題材にした映画『Tattoo -刺青』がベルリン国際映画祭にて上映され、LGBTを扱った最優秀作品に贈られるテディベア賞を獲得した。
雑誌
1996年、ゲイとレズビアンのための『G＆L Magazine』が創刊された。同じ出版社からゲイに絞った『GLORY 激愛』も1998年から隔月で創刊された（その前も過去2回刊行されている）。2004年には『GOOD GUY』（7,8月号）が創刊されている。
パレード
2003年11月1日に中華圏としては初となるプライド・パレード「台灣同志遊行」が台北で行われ、1,000人が参加した。それ以降は毎年開催されているものの、台湾では同性愛をタブーとする考えが残っており、参加者の多くがマスクをかぶって行進した。しかしながら、メディアや政治の関心の高まった2015年には約7万8千人が参加し、台湾における容認の拡大に貢献した。高雄市でもプライドパレードが行われ、2,000人の参加者がある。

## LGBTに関連した事件
2004年1月17日、台湾警察はドラッグを使用した乱交パーティーに参加した93人のゲイ男性を逮捕した。事件の報道にて3人がHIVの陽性であったことが判明し、台湾市民に大きな衝撃が起きた。逮捕者達は地元のゲイ・コミュニティからの強い批判に晒された。このようなパーティーは台湾のゲイ・コミュニティでは「ホメパ」（Home Party）の名前で知られていた。